# 53-тя зенітна ракетна бригада (РФ)
53-тя гвардійська зенітна ракетна бригада (53 гв. ЗРБр, в/ч 32406) — формування протиповітряної оборони Збройних сил Російської Федерації. Перебуває у складі 20-ї загальновійськової армії.
У липні 2014 року ракетний комплекс «Бук-М1» бригади вразив пасажирський літак Boeing-777, що призвело до його знищення.
Указом від 21 лютого 2023 року президент країни-агресора присвоїв бригаді почесне найменування "гвардійської".

## Історія
53-тя зенітна ракетна бригада сформована 1 жовтня 1967 року на базі 268-го окремого зенітного ракетного полку на підставі Директиви Генерального штабу від 13 липня 1967 року з дислокацією в місті Артік Вірменської РСР. До складу бригади ввійшли 667, 679, 682 озрдн.
На початку 1990-х років масово виводились війська із ліквідованих груп радянських військ закордоном. Бригада була виведена в Московський військовий округ.

## Озброєння
На озброєнні бригади стоять системи ППО «Бук-М1».

## Бойові операції

### Війна на Донбасі
23 червня 2014 року колона 53-ї бригади покинула пункт постійної дислокації у Курську і до 25 червня прибула до Міллерово Ростовської обл. 17 липня установку «Бук» бригади провезли за маршрутом Донецьк—Сніжне. Установка була вивантажена з трейлера і доїхала своїм ходом до поля на південь від Сніжного, де приблизно о 16:20 вечора випустила ракету «земля-повітря», що збила пасажирський літак Boeing 777 рейсу MH17 Малайзійських Авіаліній. Вранці 18 липня ракетну установку «Бук» провезли по Луганську і далі вона перетнула кордон з Україною, повернувшись до Росії.
23 лютого 2016 року група Bellingcat оприлюднила розслідування, в якому було озвучено командну вертикаль — імена командирів, відповідальних за збиття пасажирського лайнера, — від президента РФ Володимира Путіна до командувача бригадою Сергія Мучкаєва. Окрім них, було встановлено коло військовослужбовців бригади, що могли безпосередню брати участь у виконанні наказу: командир 2-го батальйону, 3 командири батарей та 10 командирів установок «Бук». Особи цих військовослужбовців у розслідуванні тримаються прихованими.
24 травня 2018 року міжнародна Спільна слідча група оголосила, що літак рейсу МН17 було збито російським ЗРК «Бук» із 53-ї курської бригади ППО ЗС РФ.

## Командування
- (2012—2013) полковник Золотов Олексій Юрійович[9]
- (2013[10]—???) полковник Мучкаєв Сергій Борисович

## Галерея

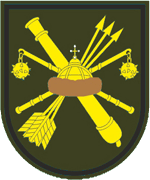
Емблема бригади